# グレアム・スミス
グレアム・クレイグ・スミス（英: Graeme Craig Smith、1981年2月1日 - ）は、南アフリカ共和国・ヨハネスブルグ出身の元プロクリケット選手。元南アフリカ共和国代表。ポジションはバッツマン。

## 概要
2000年代を代表するクリケット選手の一人。クリケットのバイブルとして知られるウィズデン・クリケッターズ・アルマナックによって、2000年代のテスト・クリケット方式のワールドイレブンに選出された。